# Анджелери, Антонио
Антонио Анджелери (итал. Antonio Angeleri; 25 декабря 1801, Пьеве-дель-Каиро — 8 февраля 1880, Милан) — итальянский пианист и музыкальный педагог.
Ученик Франческо Поллини. В 1826 г. был принят ассистентом преподавателя в Миланскую консерваторию, в 1829 г. сменил в должности профессора фортепиано Джованни Микеле Стокера и оставался на этом посту до 1871 года, став одной из ключевых фигур в развитии консерватории в середине XIX века. Вместе с Альберто Мадзукато, Франческо Сангалли и Стефано Ронкетти-Монтевити подготовил обновлённый устав консерватории (опубликован в 1859 году). Среди многочисленных учеников Анджелери, в частности, Адольфо Фумагалли, Витторио Ванзо, Луи Брейтнер, Гульельмо и Карло Андреоли; в соавторстве с последним опубликован учебник Анджелери (итал. Il pianoforte, posizione delle mani, modo di suonare; 1872), о котором сохранился отзыв юного Джакомо Пуччини, полагавшего, что этот учебник очень хорош и позволяет заниматься самостоятельно.
Именем Анджелери названа улица (итал. Via Antonio Angeleri) в его родном городе.